# 神山里美のホッとna日曜
神山里美のホッとna日曜(こうやまさとみのほっとなにちよう)は、かつてCBCラジオで、日曜日の午前から午後にかけて放送されていたワイド番組である。(前番組は神山里美がMCをしていたCBCサンデーミュージックである。)
2009年4月5日で終了。次番組は、渡辺美香がパーソナリティーの『サンデーみか 〜Mika's MUSIC MUSEUM〜』。

## 概要
- 今まで放送されていた『CBCサンデーミュージック』(あさパレ・ひるパレ)を統合する形で開始した。
- 尚、あさパレで放送されていたコーナーのいくつかはこの番組で継承されずに、廃止になった。

## 放送時間
- 毎週日曜日　9:00 - 15:00(JST)
  - ただし、『CBCドラゴンズスペシャル』などで短縮の場合があり。
  - 放送開始当初はあさパレより1時間遅く、9時台は単発番組中心の編成であるが、10月から1時間早く開始した。（尚、これにより『全国こども電話相談室』は放送されていない。）
  - このため、13時半開始の場合は、12:30までの3時間半の放送となる。

## パーソナリティ
- 神山里美
  - あさパレから引き継いで担当。

## タイムテーブル
- 9:00 オープニング
- 9:21 Myホリデー
- 9:45 ことばのたまてばこ
- 9:59 レースガイド
- 10:00 ちょっぴりクロニクル
- 10:25 CBC交通情報
- 10:28 家作りズバリ納得塾
- 10:45 さとみの食卓
- 11:00 ちょっぴり!クラシック
- 11:19 里美のHoliday
- 11:32 MyホリデーII
- 11:45 穂の国とよはし・ほっと情報
- 12:10 メイコのちびっこ作文教室
- 12:26 ちょっとクロニクル
- 12:40 ホッと!倶楽部通信
- 13:00 ミュージックギフト〜音楽・地球号（ナイターイン時のみ）
- 13:30 マイSelection
- 13:45 快適生活のすすめ
- 14:10 ちょくらafternoon
- 14:54 エンディング

## 内包番組
- HP等では6時間ワイドと記載されているが、途中、多くの内包番組が放送されるため、神山の出演時間は4時間前後である。
  - ことばのたまてばこ(9:45-9:58)※CBC自社製作
  - メイコのチビッコ作文教室(12:10-12:20)※CBC自社製作
  - カトレアミュージック(12:30-13:00)※CBC自社製作
  - ミュージックギフト〜音楽・地球号(13:00-13:30)※文化放送製作（ナイターイン時のみ）